# کیم سونگ سو (کارگردان)
کیم سونگ سو (کره‌ای: 김성수؛ زادهٔ ۱۵ نوامبر ۱۹۶۱) کارگردان فیلم، و فیلم‌نامه‌نویس اهل کره جنوبی است. وی از سال ۱۹۹۰ میلادی تاکنون مشغول فعالیت بوده است. او کارگردانی فیلم‌های آنفلوانزا و بهار در سئول را بر عهده داشته است.